# Sam Larsson (fotbollsspelare)
Sam Andreas Larsson, född 10 april 1993 i Torslanda församling i Göteborg, är en svensk fotbollsspelare som spelar för Antalyaspor i Süper Lig. Han är yngre bror till Daniel Larsson, som bland annat spelade för Akropolis IF.

## Klubbkarriär

### IFK Göteborg
Larsson började spela fotboll som femåring i IK Zenith. Inför 2010 gick han till IFK Göteborgs u-trupp. I juni 2012 skrev han på sitt första A-lagskontrakt med klubben.
Den 21 oktober 2012 gjorde Larsson allsvensk debut i en 1–0-förlust mot AIK, där han byttes in i den 63:e minuten mot Stefan Selakovic. Den 31 mars 2013 spelade Larsson sin första match från start i Allsvenskan i en 3–0-vinst över BK Häcken. I matchen gjorde han även sitt första mål.
Hans första säsong som startspelare i Allsvenskan blev en succé då han tidigt fick ögonen på sig för hans fina teknik och blick för spelet. Under säsongen 2013 gjorde han en del mycket viktiga mål för IFK Göteborg, bland annat en kvittering i 90:e minuten mot Malmö FF på Gamla Ullevi.

### Heerenveen
Den 13 augusti 2014 värvades Larsson av den nederländska klubben Heerenveen. Den 23 augusti 2014 gjorde Larsson debut samt sitt första mål i Eredivisie i en 2–0-vinst över Excelsior.

### Feyenoord
Den 21 augusti 2017 värvades Larsson av Feyenoord, där han skrev på ett fyraårskontrakt. Den 9 september 2017 debuterade Larsson i en 4–2-vinst över Heracles Almelo, där han även gjorde matchens sista mål.

### Dalian och Antalyaspor
2020 köptes Larsson ut från sitt kontrakt och gick till kinesiska Dalian Professional. Våren 2022 bröt han kontraktet, sedan han inte fått avtalad lön. Efter en tid som klubblös skrev han på nytt kontrakt med turkiska Antalyaspor, på två plus ett år.